# Koripallon miesten SM-sarjakausi 1953
La Koripallon miesten SM-sarjakausi 1953 è stata la 13ª edizione del massimo campionato finlandese di pallacanestro maschile. La vittoria finale è stata ad appannaggio del Pantterit.

## Risultati

### Stagione regolare
|     | Squadra             | G  | V  | N | P  | PF   | PS   | Pt. | Qualificazione |
| --- | ------------------- | -- | -- | - | -- | ---- | ---- | --- | -------------- |
| 1.  | Pantterit           | 22 | 21 | 0 | 1  | 1701 | 1149 | 42  |                |
| 2.  | Sörnäisten NMKY     | 22 | 19 | 0 | 3  | 1387 | 1140 | 38  |                |
| 3.  | Työväen Maila-Pojat | 22 | 16 | 1 | 5  | 1322 | 1263 | 33  |                |
| 4.  | Karhun Pojat        | 22 | 14 | 2 | 6  | 1434 | 1303 | 30  |                |
| 5.  | Eiran Kisa-Veikot   | 22 | 10 | 1 | 11 | 1385 | 1291 | 21  |                |
| 6.  | Kipo                | 22 | 10 | 0 | 12 | 1291 | 1295 | 20  |                |
| 7.  | Tampereen Pyrintö   | 22 | 8  | 3 | 11 | 1293 | 1219 | 19  |                |
| 8.  | Pispalan Tarmo      | 22 | 9  | 0 | 13 | 1190 | 1280 | 18  |                |
| 9.  | Hels. Kisa-Toverit  | 22 | 9  | 0 | 13 | 1164 | 1363 | 18  |                |
| 10. | Helsingin NMKY      | 22 | 7  | 0 | 15 | 1184 | 1430 | 14  |                |
| 11. | Turun Toverit       | 22 | 2  | 2 | 18 | 1044 | 1423 | 6   | retrocesse     |
| 12. | Elannon Isku        | 22 | 2  | 1 | 19 | 1093 | 1522 | 5   | retrocesse     |

| Koripallon miesten SM-sarjakausi 1953 |
| ------------------------------------- |
| Pantterit 8º titolo                   |

## Formazione vincitrice
| N° | Naz.                 | Ruolo | Sportivo       |  | Alt. |  |
| -- | -------------------- | ----- | -------------- |  | ---- |  |
|    | Finlandia (bandiera) |       | Esko Karhunen  |  |      |  |
|    | Finlandia (bandiera) | G     | Seppo Kuusela  |  |      |  |
|    | Finlandia (bandiera) |       | Raine Nuutinen |  | 190  |  |
|    | Finlandia (bandiera) |       | Olavi Lahtinen |  |      |  |
|    | Finlandia (bandiera) |       | Juhani Kala    |  | 183  |  |